# Katrineholms SK
Katrineholms SK är en idrottsförening i Katrineholm i Sverige, som bildades den 5 januari 1919 och hade sitt första årsmöte den 20 januari samma år. Klubben ombildades den 1 juli 1998 till Katrineholms Sportklubb alliansförening.
Alliansföreningen  omfattar följande sporter:
- bandy (fram till 2007, se vidare KSK Bandy.
- bowling, se vidare KSK Bowlingklubb.
- fotboll, se vidare KSK Fotbollsklubb.
- friidrott, se vidare Katrineholms SK Friidrottsklubb.